# Грбавица (фильм)
«Грбавица» (босн. Gŕbavica) — первый драматический фильм Ясмилы Жбанич (Сараево). Победитель награды «Золотой медведь» на Берлинале.
Название фильма — игра слов: Грбавицей называется район Сараево, который в начале войны в Боснии и Герцеговине заняли сербы, однако само слово grbavica также значит «женщина с горбом».

## Сюжет
Эсма, мать-одиночка, живёт со своей двенадцатилетней дочерью Сарой в районе Сараево, который называется Грбавица. Жизнь здесь все ещё восстанавливается после югославских войн 1990-х годов.
Едва сводя концы с концами на нищенское пособие от правительства, Эсма устраивается официанткой в ночной клуб. Ей трудно работать по ночам, и она страдает, что вынуждена проводить мало времени с дочерью.
Эсма не может забыть об ужасных событиях прошлого и начинает посещать занятия по групповой терапии в местном Женском Центре. Она находит поддержку у своей лучшей подруги Сабины, ей также сочувствует Пельда, коллега по работе в ночном клубе.
Сара, зловредная девчонка-сорванец, забывает о любимом развлечении, футболе, когда начинает дружить с Самиром, который учится в её классе. Чувствительных подростков сильно тянет друг к другу, поскольку и Сара, и Самир, потеряли своих отцов на войне. Но Самира удивляет тот факт, что Сара не знает обстоятельств благородной смерти своего отца.
Отец Сары становится притчей во языцех, когда девочка требует от матери, чтобы та получила свидетельство о том, что её отец был шахидом, то есть погиб мученической смертью. Наличие этого свидетельства позволяет получить значительную скидку на участие в предстоящем путешествии с классом. Эсма объясняет дочери, что получить свидетельство нелегко, так как тело её отца ещё не обнаружено. Тем временем Эсма лихорадочно пытается занять денег, чтобы оплатить путешествие Сары.
Сара, озадаченная происходящим, приходит в ярость, когда в классе её начинают дразнить из-за того, что её имени нет в списках детей мучеников войны. Узнав о том, что её мать заплатила за путешествие всю требуемую сумму, Сара агрессивно требует от матери, чтобы та рассказала ей правду. Эсма сдаётся и в довольно грубой форме объясняет дочери, что зачала её в военном лагере, когда её насиловали. Несмотря на крайне болезненный характер конфронтации между матерью и дочерью, для Эсмы этот конфликт становится первым реальным шагом к преодолению тяжёлой душевной травмы. А для Сары через перенесённую боль и обиду открывается возможность новых отношений с матерью.

## В ролях
| Актёр             | Роль         |
| ----------------- | ------------ |
| Мирьяна Каранович | Эсма         |
| Луна Мийович      | Сара         |
| Леон Лучев        | Пельда       |
| Ясна Орнала Берри | Сабина       |
| Эрмин Браво       | учитель Муха |

## Призы
- «Золотой Медведь» Берлинале 2006
- «Приз экуменического жюри» Берлинале 2006
- «Приз ЮНЕСКО» Берлинале 2006